# Chiens de prairie

Chiens de prairie est un album de bande dessinée.
- Scénario : Philippe Foerster
- Dessins : Philippe Berthet
- Couleurs : David D.

## Publication

### Éditeurs
- Delcourt (Collection Conquistador) : première édition  (ISBN 2-84055-115-2) (1996).